# Mittlerer Kreuzberg
Mittlerer Kreuzberg ist ein Ort in der Weststeiermark sowie ein Ortsteil der Marktgemeinde Edelschrott im Bezirk Voitsberg in der Steiermark. Der Ort wird von der Statistik Austria nicht als ein von der Ortschaft Kreuzberg abgegrenzter Ortsteil gelistet, findet sich aber auf vielen Karten.

## Lage und Geographie
Der Ortsteil Mittlerer Kreuzberg liegt im nordwestlichen Teil der Marktgemeinde Edelschrott, im zentralen Teil der Katastralgemeinde Kreuzberg. Die Grenzen des Ortes sind nicht genau definiert, aber als Mittlerer Kreuzberg wird der nördlich und nordöstlich des Kreuzberges an den Erhebungen auf beiden Seiten des Hemmabaches gelegene Teil der Katastralgemeinde Kreuzberg bezeichnet. Im Osten des Ortsteiles befindet sich die Streusiedlung Sankt Hemma. Im Ortsteil liegen auch einige von der Statistik Austria namentlich erfasste Bauernhöfe.
Im Osten des Ortsteiles Mittlerer Kreuzberg verläuft die Packer Straße B 70, zwischen Edelschrott und Pack.

## Geschichte
Die Geschichte des Mittleren Kreuzberges hängt direkt mit der Ortschaft Kreuzberg zusammen. Der heutige Ort entstand zusammen mit dem Rest von Kreuzberg im Hochmittelalter auf einem Rodungsgebiet und bestand ursprünglich aus Einzelhöfen mit Einödfluren.
In Folge der Theresianischen Reformen wurde der Ort dem Grazer Kreis unterstellt und nach dem Umbruch 1848 war er bis 1867 dem Amtsbezirk Voitsberg zugeteilt. Mit der Konstituierung der freien Gemeinden im Jahr 1850 kam der Ort zu der freien Ortsgemeinde Kreuzberg. Am 1. Jänner 1952 erfolgte die Zusammenlegung von Kreuzberg mit Edelschrott, wodurch auch der Ortsteil Mittlerer Kreuzberg zu dieser Gemeinde kam.

## Wirtschaft und Infrastruktur
Wie auch der Rest von Kreuzberg so ist auch der Mittlere Kreuzberg land- und forstwirtschaftlich geprägt.
Durch den Osten des Mittleren Kreuzberges führt die Packer Straße (B 70), die von Graz über die Pack nach Klagenfurt führt. Der bei Kreuzberg liegende Abschnitt dieser Straße wurde um 1840 errichtet.

## Kultur und Sehenswürdigkeiten

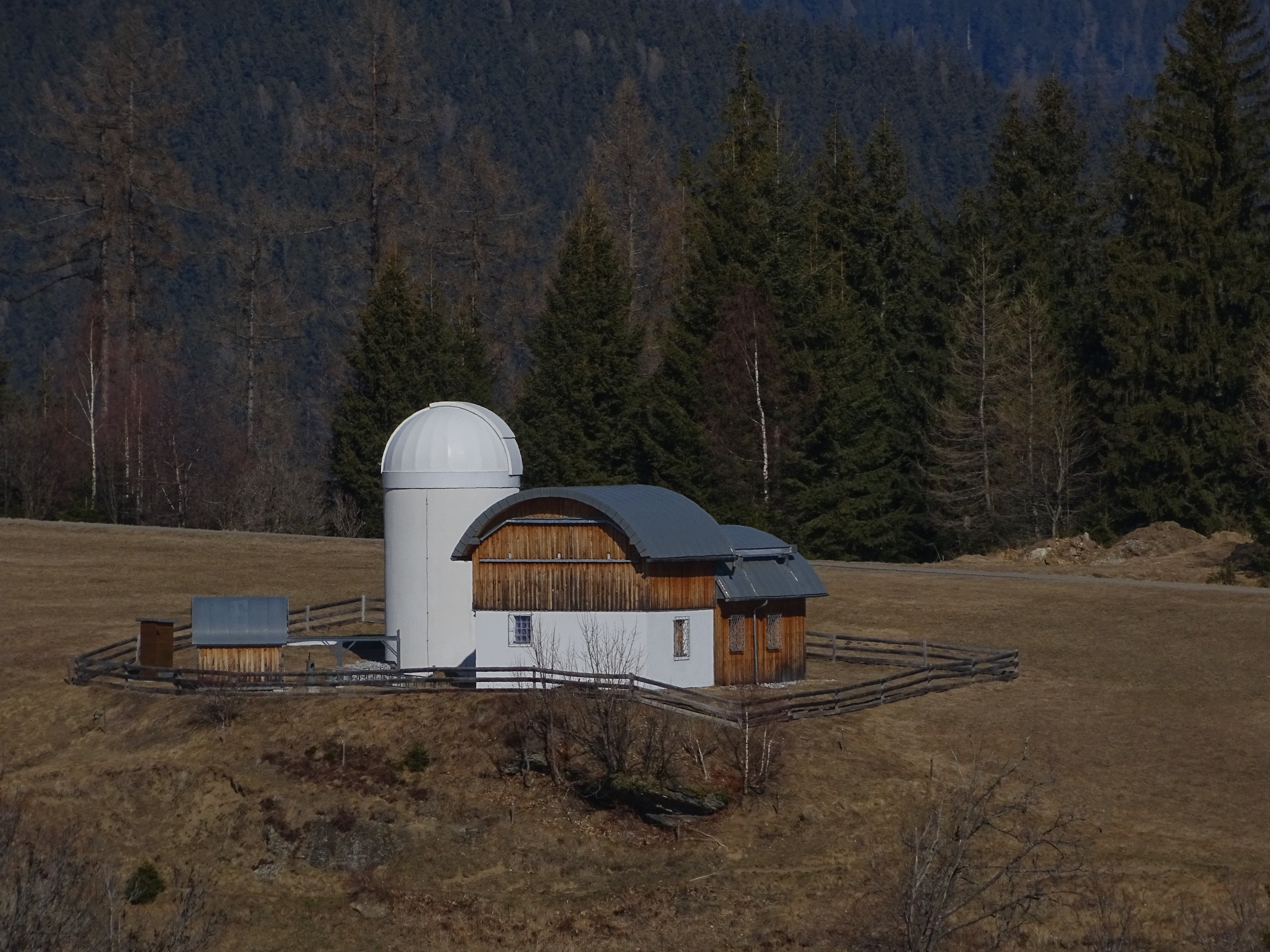
Die Sternwarte Edelschrott

Beim Mittleren Kreuzberg, in der Streusiedlung Sankt Hemma gibt es mit der Filialkirche St. Hemma am Kreuzberg ein denkmalgeschütztes Bauwerk. Diese Kirche wurde vermutlich um 1540 erbaut und hat einen in der Judenburger Werkstätte des Balthasar Prandtstätter gefertigten Hochaltar.
Daneben gibt es etwas östlich von Sankt Hemma die von einem Verein betriebene Sternwarte Edelschrott.